# Odontomyia flammiventris
Odontomyia flammiventris är en tvåvingeart som beskrevs av Enrico Adelelmo Brunetti 1926. Odontomyia flammiventris ingår i släktet Odontomyia och familjen vapenflugor.
Artens utbredningsområde är Kongo. Inga underarter finns listade i Catalogue of Life.